# Chambéry
Chambéry, también deletreado en español Chamberí (en arpitano: Chambèri; en italiano: Ciamberì), es una comuna francesa situada en el departamento de Saboya del que es la prefectura, de la región de Auvernia-Ródano-Alpes. Fue la capital de la Saboya histórica, fundada en el siglo XIII, cuando Amadeo V de Saboya se instaló en ella.

## Geografía
Chambéry es situada en los Prealpes del norte, entre los macizos de Bauges y de la Chartreuse, en la confluencia de los ríos Albanne y Leysse. 
Chambéry fue fundada en la encrucijada de rutas antiguas a través del Dauphiné (Dôfenâ), de Borgoña, de Suiza, y de Italia, en un valle entre el Bauges y el río Leysse. El área metropolitana tiene más de 100 000 habitantes, extendiéndose desde las colinas de viñedo del Condado de Saboya, hasta casi las orillas del lago Bourget, el lago natural más grande de Francia. La ciudad contiene un centro importante de ferrocarril, en el punto medio del acoplamiento de la línea franco-italiana Turín–Lyon.

## Historia
Fue adquirida por la Casa de Saboya en 1232, la ciudad de Chambéry se convirtió en la capital política de los condes de Saboya en 1329, cuando se estableció oficialmente el Consejo residente hasta su transferencia a Turín en el año 1562. Asimismo, con posterioridad Chambéry continuó siendo la capital histórica de los Estados de Saboya.
Estuvo muy unida a la casa de Saboya y fue la capital de Saboya desde 1295 a 1563. Durante este tiempo, Saboya abarcó una amplia región que comprendía desde Turín por el este, a Ginebra por el norte y Niza en el sur. El duque Manuel Filiberto de Saboya trasladó la capital a Turín en 1563, y desde ese momento Chambéry entró en decadencia. En esa época, las armas saboyanas eran muy apreciadas, y muchos de los ejércitos más poderosos de Europa lucharon con las armas hechas en Saboya. La necesidad de la revitalización urbana se materializó en el establecimiento de la Société Académique de Savoie en 1820, dedicada al progreso material y ético, de la ciudad y la región, con sede en el Castillo ducal.
Gracias al conocimiento de los caminos alpinos y de la ruta hacia Italia, que le valieron el sobrenombre de "Porteros de los Alpes", los condes de Saboya, luego duques de Saboya, y luego reyes de Cerdeña en 1720, ejercieron una influencia destacada en Europa, paticulamente instaurando un verdadero laboratorio del «despotismo ilustrado ("despotisme éclairé")». De 1792 a 1815 y luego de 1860, la referida ciudad forma parte de Francia.
Marcada por una industrialización tardía, la economía de la ciudad se benefició de la presencia de las administraciones y de la armada. Su centro histórico fue parcialmente destruido durante los bombardeos de 1944. Después de su fusión con dos comunas rurales, y de la creación de zonas industriales y de nuevos barrios en los años cincuenta, luego, en los años sesenta, Chambéry conoció un fuerte crecimiento demográfico. La presencia de la Universidad de Saboya, allí en funcionamiento desde 1979, ha aportado a Chambéry una importante actividad universitaria, así como la presencia de un gran número de estudiantes extranjeros, particularmente italianos, lo que confiere al lugar un carácter muy cosmopolita.
La ciudad da nombre al distrito madrileño de Chamberí, así como al barrio tinerfeño de Chamberí.[cita requerida]

## Patrimonio arquitectónico

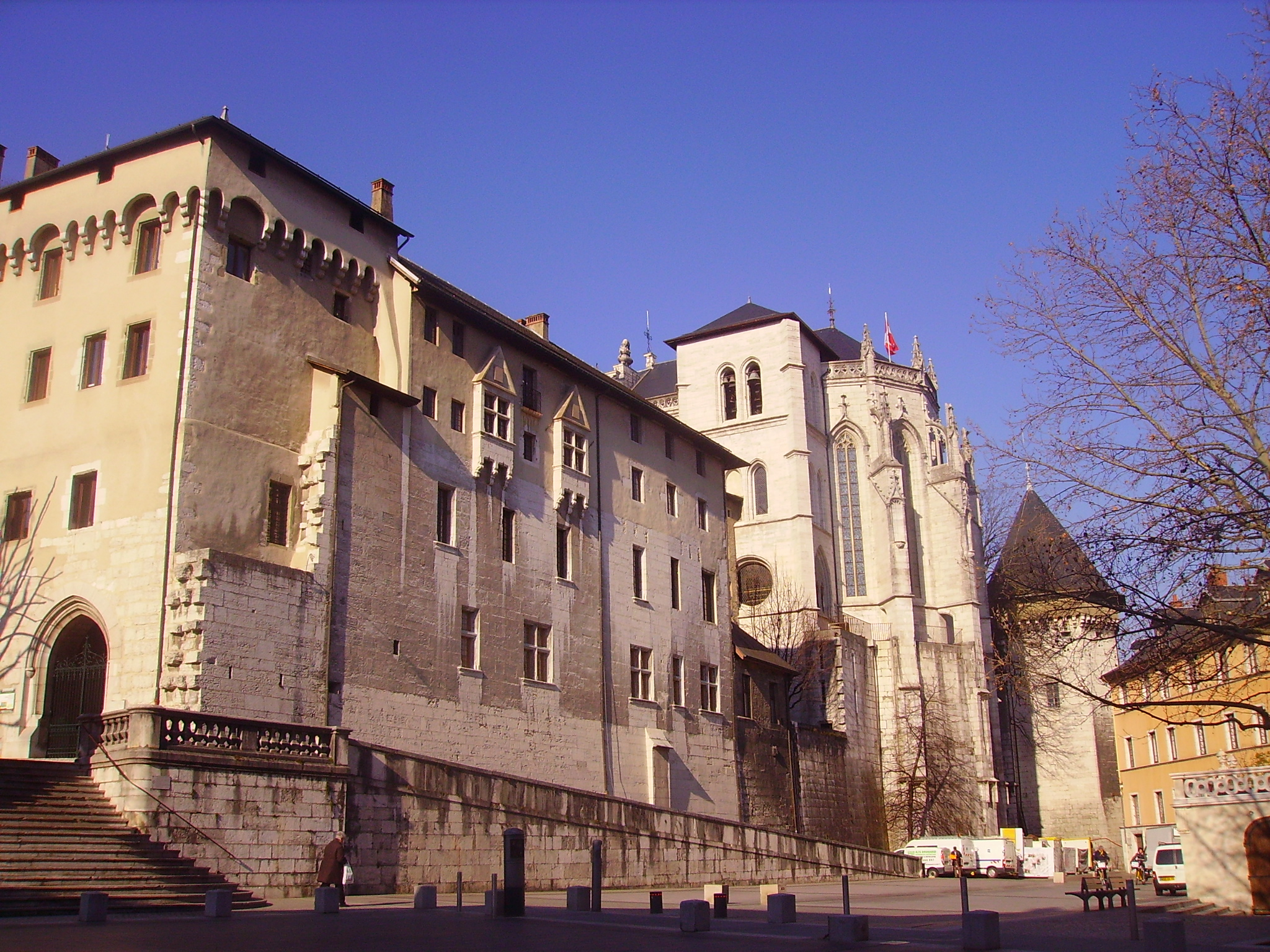
Castillo de Chambéry

Hoy en día es una pequeña ciudad de estilo medieval, que ha mantenido casi intacto su casco antiguo durante más de 500 años. En cuanto a monumentos, destacan el castillo de los Duques de Saboya y la catedral. Otro monumento significativo es la fuente de los Elefantes, construida en 1838 en honor de Benoît de Boigne, un general que contribuyó a la realización de obras públicas en la ciudad. Consta del busto de cuatro elefantes en una base de piedra y una columna que sujeta una estatua. El agua de la fuente sale de las trompas de los elefantes.
El castillo se construyó sobre una fortaleza existente en 1285, ampliada en el siglo XIV para servir como residencia, asiento del poder y de la administración, y plaza fuerte para la casa de Saboya. Sin embargo, como fortaleza capaz de resistir un sitio, quedó pronto obsoleta. Debido a las hostilidades constantes con Francia, el duque Emmanuel Filiberto decidió llevar su capital a Turín. El castillo siguió siendo un mero centro administrativo, hasta que Cristina de Francia, duquesa de Saboya, volvió con la corte en 1640. En 1786 Amadeo III agregó un ala. Bajo Napoleón Bonaparte, el Aile du midi ("ala del sur") fue reconstruida y redecorada para albergar la prefectura imperial del departamento de Mont-Blanc. Para entonces, Saboya había sido anexionada a Francia en 1860. Hoy, la administración política del departamento de Saboya está situada en el castillo.

## Demografía
| 11 425 | 10 800 | 11 991 | 11 236 | 15 916 | 19 035 | 19 953 | 18 835 | 19 144 | 18 545 | 19 622 | 20 916 | 20 922 | 21 762 | 22 108 | 23 027 | 22 958 | 20 617 | 23 400 | 25 407 | 28 073 | 29 975 | 32 139 | 44 246 | 51 066 | 54 415 | 53 427 | 54 120 | 55 786 | 57 420 | 58 039 | 58 919 | 60 251 |
| Para los censos de 1962 a 1999 la población legal corresponde a la población sin duplicidades (Fuente: INSEE [Consultar]) |        |        |        |        |        |        |        |        |        |        |        |        |        |        |        |        |        |        |        |        |        |        |        |        |        |        |        |        |        |        |        |        |

## Transportes
El aeropuerto de Chambéry-Savoie está situado cerca de Chambéry y Aix les Bains. Esto hace que a veces también se le llame aeropuerto de Aix les Bains.
También está muy bien comunicada por ferrocarril y por carretera con ciudades importantes como Lyon (96 km), Grenoble (59 km), Annecy (44 km) o Ginebra (82 km, en Suiza).

## Ciudades hermanadas
Chambéry mantiene un hermanamiento de ciudades con:
- Albstadt (Alemania)
- Itu (Brasil)
- Ouahigouya (Burkina Faso)
- Turín (Italia)